# Buddhista modernizmus
A buddhista modernizmus (protestáns buddhizmus, modern buddhizmus, modernista buddhizmus) a buddhizmusnak azokra a formáira utal, amelyek a modernitás domináns kulturális és intellektuális hatásai révén alakultak ki." Nem lehet ugyan egész pontosan meghatározni, hogy miben áll a buddhista modernista hagyomány, mégis a legtöbb tudós egyetért abban, hogy a legszembetűnőbb tulajdonsági közül többet meghatároztak a protestantizmus és a Felvilágosodás korának értékei. David McMahan a "nyugati egyistenhitet; a racionalizmust, a tudományos naturalizmust és a romantikus expresszionizmust sorolja a hatások közé.
Ezek közé a hagyományok közé sorolható a humanista buddhizmus, a világi buddhizmus és az elkötelezett buddhizmus, a kapcsolódás a buddhizmus és a gnoszticizmus között, a japán nicsiren buddhizmus és a Szóka Gakkai, az Új Kadampa Hagyomány és a tibeti buddhista mesterek előadásai a Nyugaton, a vipasszaná mozgalom, a Triratna Buddhista Közösség, a Dharma Drum-hegy, Fo kuang szan, Buddha Fénye Nemzetközi Szövetség, a Cu Csi és a Juniper Alapítvány.